# Flurstückszerlegung
Die Flurstückszerlegung (Zerlegung eines Flurstücks) ist ein katastertechnischer Vorgang tatsächlicher Natur, durch den aus einem Flurstück mehrere Flurstücke gebildet werden. Sie ist eine Voraussetzung zur grundbuchrechtlichen Teilung eines Grundstücks.
Anlass einer Zerlegung kann beispielsweise die Schaffung von Bauplätzen, die Umsetzung eines Grundstückskaufvertrages zur Abschreibung eines Grundstücksteiles oder die Veränderung der Eigentumsgrenze sein.

## Vermessungstechnisches Vorgehen
Flurstücke werden auf Antrag oder, wenn es für die Führung des Liegenschaftskatasters erforderlich ist, von Amts wegen entweder durch Zerlegung oder Verschmelzung (Veränderungen in der geometrischen Form der Flurstücke) gebildet. Die Flurstücksbildung von Amts wegen beschränkt sich auf die Zerlegung langgezogener Weg-, Graben- und Straßenflurstücke oder auf Flurstücksflächen unterschiedlicher Nutzung.
Die durch Zerlegung oder Verschmelzung gebildeten Flurstücke entstehen durch ihre Übernahme in die Bestandteile des Liegenschaftskatasters mit ihren neuen Bezeichnungen und Begrenzungen. Diese Veränderungen am Flurstücksbestand sind definitive Maßnahmen. Im Gegensatz zu den korrespondierenden grundbuchlichen Gegenstücken Teilung (§ 19 Abs. 1 Baugesetzbuch) sowie Vereinigung und Bestandteilszuschreibung (§ 890 BGB) greifen sie nicht rechtsändernd in den im Grundbuch gebuchten Grundstücksbestand ein und sind daher grundbuchrechtlich nur tatsächlicher Natur.
Seitdem das Liegenschaftskataster auch der räumlichen Abgrenzung von Rechten an Grundstücken dient (die im Liegenschaftskataster nachgewiesenen Flurstücksgrenzen gelten in der Regel als Grundstücksgrenzen), ist in den meisten landesgesetzlichen Vorschriften für die Flurstücksbildung durch Zerlegung zwingend das Vermessungsgebot begründet worden. Grundsätzlich jedoch sollen Flurstücke nur aufgrund einer Liegenschaftsvermessung zerlegt werden. Mit der Liegenschaftsvermessung werden definitionsgemäß die neu zu bildenden Flurstücke in ihrer geometrischen Form eindeutig festgelegt, die bestehenden und neuen Flurstücksgrenzen an das amtliche Lagebezugssystem abgeschlossen, womit für die neuen Flurstücke der Raumbezug hergestellt wird und sie somit als Teile der Erdoberfläche bestimmt werden.